# Gennadij Kovalëv
Gennadij Gennadievič Kovalëv (in russo Геннадий Геннадиевич Ковалёв?; Kropotkin, 17 maggio 1983) è un pugile russo.

## Palmarès

### Mondiali dilettanti
- 2 medaglie:
  - 2 argenti (Bangkok 2003 nei pesi gallo; Chicago 2007 nei pesi superleggeri)

### Europei dilettanti
- 2 medaglie:
  - 1 oro (Pula 2004 nei pesi gallo)
  - 1 argento (Perm 2002 nei pesi gallo)